# Esteve Uroš IV de Sèrbia
Esteve Uroš IV Dušan, en llengua sèrbia: Стефан Урош IV Душан, en grec: Στέφανος Ντουσάν (26 de juliol de 1308 – 20 de desembre de 1355) va ser el rei de Sèrbia de 1331 a 1345 i emperador dels serbis i dels romans de 1346 a 1355, pertanyia a la dinastia dels Nemanjić i era fill del rei Stefan Uroš III Dečanski.

## Biografia

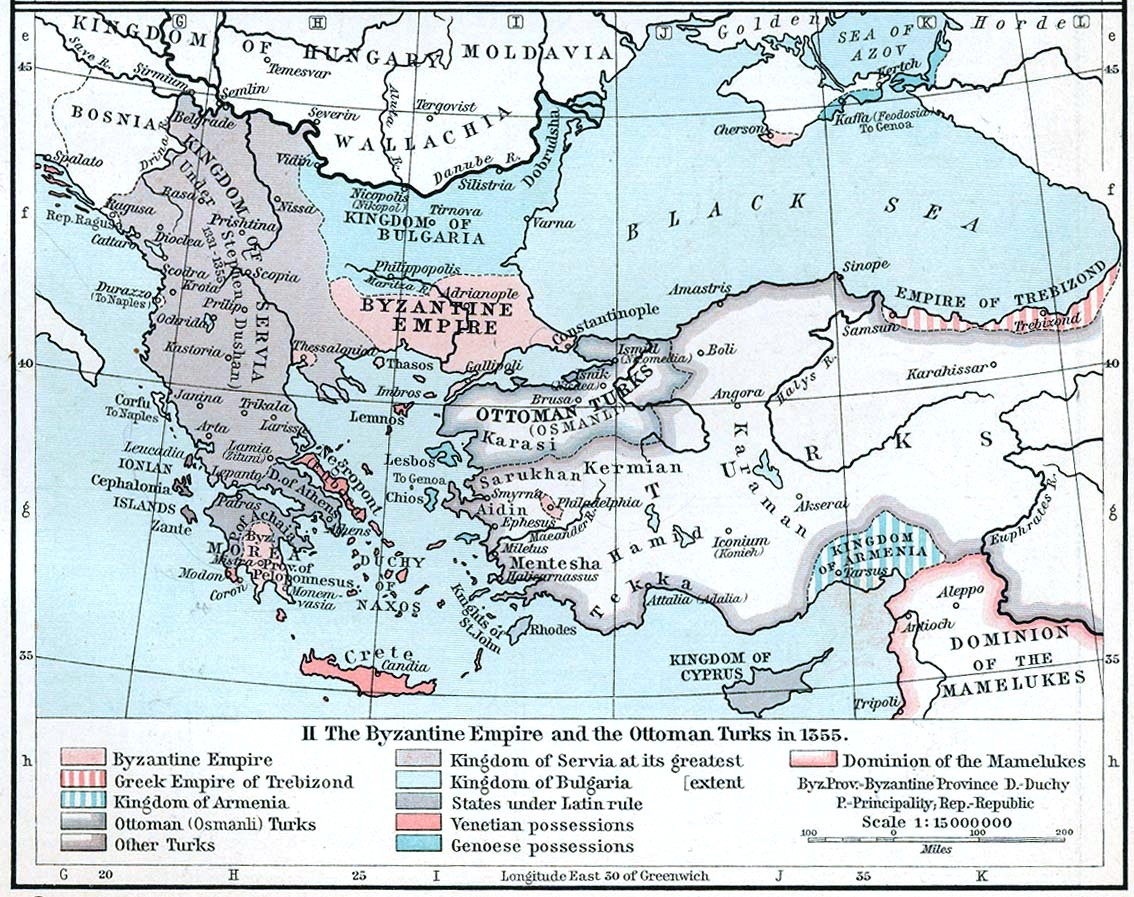
Els Balcans i Anatòlia cap al 1355. L'Imperi Romà d'Orient havia perdut les seves ciutats a Anatòlia, Macedònia i l'Epir foren conquerits per Sèrbia i l'Imperi Otomà es consolidava a Bitínia

Esteve Uroš IV Dušan va ser coronat rei de tots els serbis el 8 de setembre de 1331 (altres fonts indiquen el 21 de setembre). Sota el seu regnat Sèrbia va atènyer el seu apogeu territorial i el seu imperi era un dels grans estats d'aquella època. Va fer aplicar un sistema universal de lleis anomenat el codi de Dusan.

Imperi d'Esteve Uroš

Esteve Uroš es va aprofitar de les lluites internes dins l'Imperi Romà d'Orient i a vegades hi participà mitjançant aliances i així aconseguí eixamplar el seu regne en direcció de Macedònia, Albània, Épir, Etòlia i Tessàlia. Gràcies al seu casament amb la filla del tsar de Bulgària també prengué el control d'aquest territori. El 1346, a Skoplie, es va fer coronar emperador del Serbis i del Romans.
Maldà per apoderar-se de Constantinoble mitjançant una aliança amb els venecians. Va patir una derrota el 1352 a Demòtica contra els turcs. Morí misteriosament als 48 anys, en 1355, i heretà el tron el seu fill inexpert, Oroch, que no pogué evitar la dissolució de l'imperi.

## Veneració
Fou sebollit a l'església que havia fet construir al monestir dels Sants Arcàngels a Prizren, avui en ruïnes. Avui les seves restes són a l'església de Sant Marc de Belgrad. És venerat com a sant per l'Església Ortodoxa Sèrbia.